# God of War: Chains of Olympus
God of War Chains of Olympus е игра за PlayStation 3 и PlayStation Portable, излязла през 2008 година. Играта е екшън-приключение с елементи на ролева игра и е вдъхновена от гръцката митология. Сюжетът се развива в древна Гърция, централен мотив е отмъщението. Играчът влиза в ролята на Кратос, спартански войн, който служи на Олимпийските богове. Кратос е направляван от богинята Атина, която го насърчава да намери бога на слънцето – Хелиос. Богът на сънищата Морфей и кралицата на подземното царство Персефона възнамеряват да използват отсъствието на Хелиос, за да разрушат Олимп.